# Poona Open 1987
Die Poona Open 1987 im Badminton fanden vom 12. bis zum 15. Februar 1987 in Mortsel in Belgien statt. Mit einem Preisgeld von 15.000 US-Dollar wurde das Turnier in Kategorie 3 der Grand-Prix-Wertung eingestuft. Der Wettbewerb ersetzte in diesem Jahr die Belgian International.

## Finalresultate
| Disziplin    | Sieger                               | Finalist                                      | Ergebnis     |
| ------------ | ------------------------------------ | --------------------------------------------- | ------------ |
| Herreneinzel | Morten Frost                         | Jens Peter Nierhoff                           | 15:11, 15:11 |
| Dameneinzel  | Astrid van der Knaap                 | Sarwendah Kusumawardhani                      | 11:2, 11:0   |
| Herrendoppel | Michael Kjeldsen Jens Peter Nierhoff | Peter Buch Nils Skeby                         | 15:3, 17:15  |
| Damendoppel  | Gillian Clark Gillian Gowers         | Sarwendah Kusumawardhani Erma Sulistianingsih | 15:3, 15:5   |
| Mixed        | Martin Dew Gillian Gilks             | Andy Goode Fiona Elliott                      | 18:14, 18:14 |